# آلان فيرناير
آلان فيرناير هو لاعب كرة قدم سويسري في مركز الدفاع، ولد في 9 فبراير 1968. لعب مع SR Delémont ‏.